# Gerunda gracilis
Gerunda gracilis är en insektsart som beskrevs av Bolívar, I. 1918. Gerunda gracilis ingår i släktet Gerunda och familjen gräshoppor. Inga underarter finns listade i Catalogue of Life.